# Montaione
Montaione ist eine italienische Gemeinde mit 3470 Einwohnern (Stand 31. Dezember 2023) in der Metropolitanstadt Florenz in der Toskana.

## Geografie

Lage von Montaione in der Metropolitanstadt Florenz

Montaione liegt im fiorentinischen Teil des Elsatals (Valdelsa Fiorentina). Es liegt rund 40 km südwestlich der Regional- und Provinzhauptstadt Florenz in der klimatischen Einordnung italienischer Gemeinden in der Zone E, 2 289 GG. Montaione gehört zum Bistum Volterra.
Die wichtigsten Gewässer im Gemeindegebiet sind der Rio Orlo (12 von insgesamt 14 km im Gemeindegebiet) und der Rio Pietroso (6 von insgesamt 10 km im Gemeindegebiet) sowie die Torrenti Egola (15 von insgesamt 33 km) und Garfolo (8 von insgesamt 18 km).
Die Ortsteile sind Alberi (100 m, ca. 80 Einwohner), Castelfalfi, Iano (311 m, ca. 80 Einwohner), Mura (201 m, ca. 100 Einwohner), Palagio (335 m, ca. 25 Einwohner), San Vivaldo (404 m, ca. 50 Einwohner) und Sughera (217 m, ca. 75 Einwohner). Das ehemalige Dorf Tonda wird als Ferienhaussiedlung genutzt (206 m).
Die Nachbargemeinden sind Castelfiorentino, Gambassi Terme, Palaia (PI), Peccioli (PI), San Miniato (PI) und Volterra (PI).

## Geschichte
Einige archäologische Funde beweisen, dass es zahlreiche etruskisch-römische Ansiedlungen gegeben hat. Der Name stammt der Legende nach von dem Langobarden Allone di Lucca, aus dem später die Ortsbezeichnung Mons Allonis und dann Montaione wurde. Am Anfang des 13. Jahrhunderts gehörte der als Castello befestigte Ort zu San Miniato. 1257 wurde der Ort freie Kommune. Im Jahr 1369 unterwarf sich Montaione Florenz. Bis 1917 war Gambassi Ortsteil von Montaione, dann wurde die eigenständige Gemeinde Gambassi Terme gegründet. Die mittelalterlichen Stadtmauern wurden 1944 von deutschen Minen stark beschädigt. Beide Stadttore und fast alle Wehrtürme fielen ihnen zum Opfer.

## Sehenswürdigkeiten

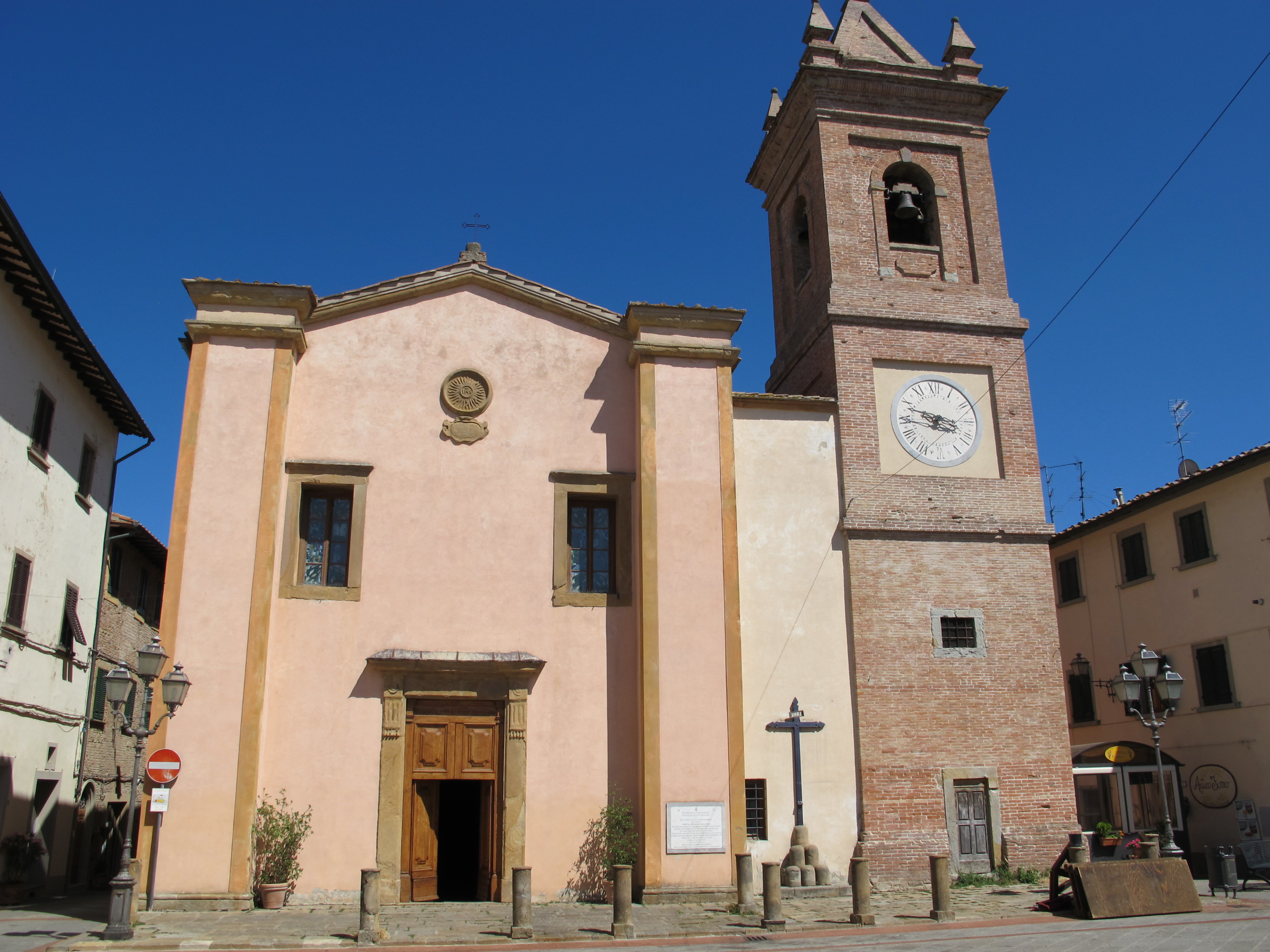
Chiesa di San Regolo, Hauptkirche im Ortskern

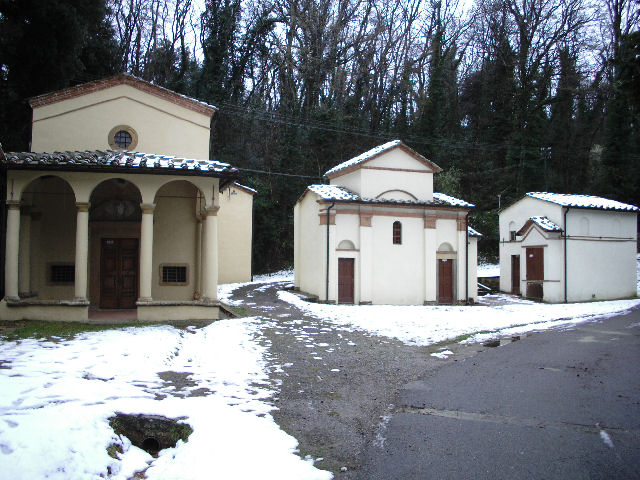
Kapellen in San Vivaldo (Madonna dello Spasimo, Casa di Pilato und Andata al Calvario)

- Chiesa di San Regolo, im 12. Jahrhundert entstandene Kirche im Ortskern mit Campanile aus dem Jahr 1795.[6] Enthält von Cesare Maffei das Werk Vergine in gloria tra i Santi Regolo e Bartolomeo.[9]
- Palazzo Pretorio, auch Palazzo del Podestà genannt, im 14. Jahrhundert errichtetes Gebäude. Enthält heute das Museo Civico.[7]
- Museo Civico di Montaione, erstmals 1982 eröffnetes und 2002[10] wiedereröffnetes Archäologisches Museum. Enthält eine Etruskisch/Römische und eine Keramik/Glas-Sektion.[2]
- Cisterna romana, römische Zisterne, die im 2. Jahrhundert v. Chr. entstand und sich bei Il Muraccio nahe Sant’Antonio bei Filicaja befindet.[7]
- Chiesa di San Vivaldo, Franziskanerkirche, die um 1416 konsekriert und 1500 erheblich ausgebaut wurde. Die Kirche entstand am Sterbeort des hl. Vivaldo da San Gimignano (Vivaldo Stricchi, 1320 gestorben) und enthält das Werk Madonna in Gloria attorniata da San Giovanni Battista, San Girolamo, San Francesco e San Vivaldo von Raffaellino del Garbo.[6]
- Convento di San Vivaldo, auch Convento del Sacro Monte[9] genanntes und bereits 1220 erwähntes Kloster mit Jerusalemanlage (18 Kapellen), die am Anfang des 16. Jahrhunderts entstand.[11] Enthält mehrere Werke von Benedetto Buglioni und der Della Robbia.
- Chiesa di San Bartolomeo a Santo Stefano, um 1276 entstandene Kirche.
- Castello di Camporena, 1122 entstandene Befestigungsanlage in Camporena nahe Iano, die in der Mitte des 14. Jahrhunderts von Florenz zerstört wurde.[7]
- Chiesa di Sant’Andrea in Alliano, Kirche im Zentrum des Ortsteils Iano, die aus dem Anfang des 16. Jahrhunderts stammt.[7]
- Castello di Sughera, Burg im Ortsteil Sughera, die bereits im 12. Jahrhundert als Besitz des Bischofs von Volterra erwähnt wurde.[7]
- Castellare di Tonda, bereits im 13. Jahrhundert erwähntes Kastell[7] westlich vom Hauptort.
- Tonda, Hapimag-Feriendorf mit nachhaltig renovierten historischen Gebäuden.
- Castello di Barbialla, bereits 1109[12] erwähnte Burg nordwestlich vom Hauptort.
- Castello di Collegalli, bereits 1312[13] erwähnte Burg nordwestlich vom Hauptort.
- Castello di Vignale, Burg aus dem 12. Jahrhundert nahe Castelfalfi.[14]

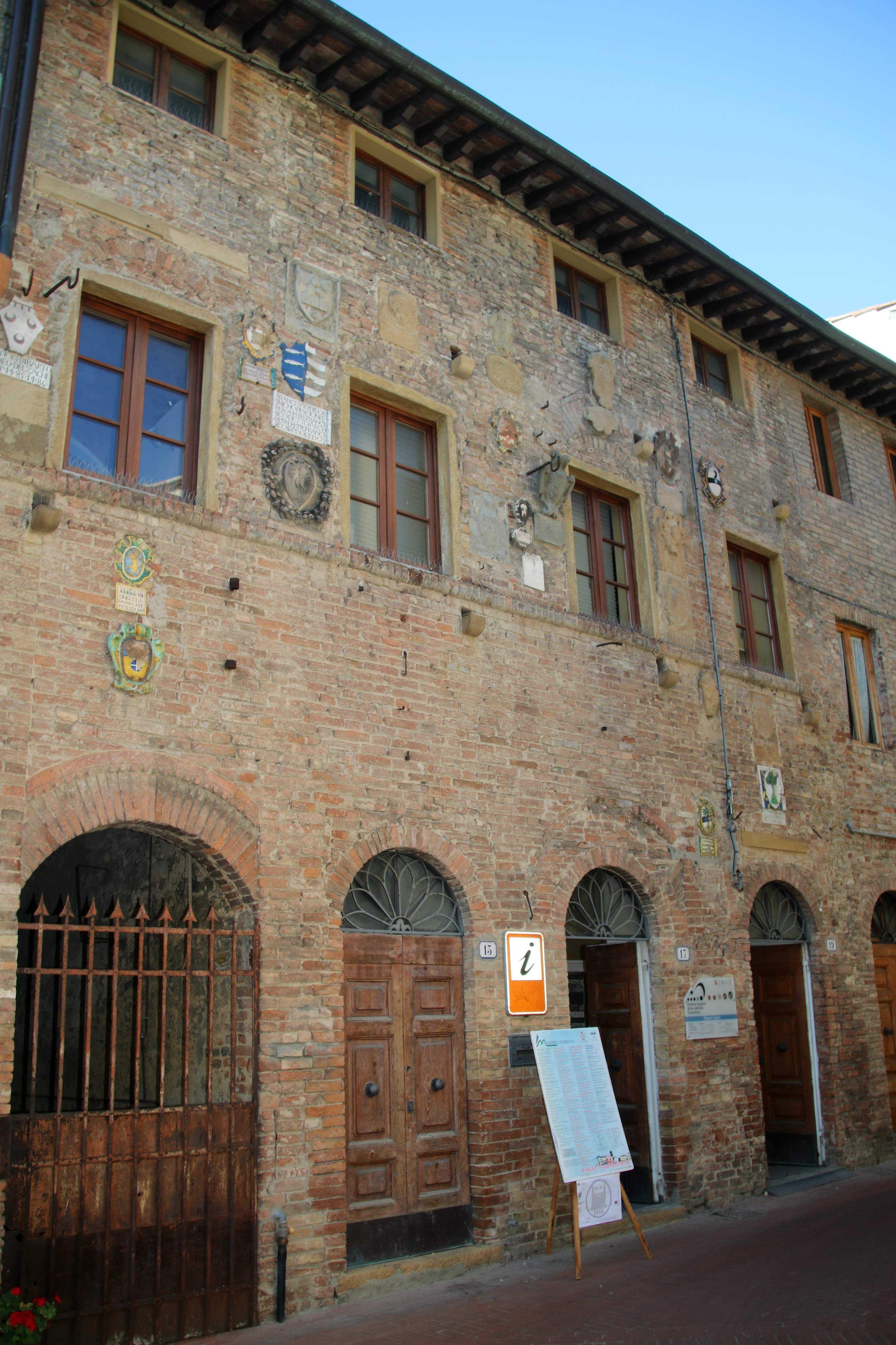
Palazzo Pretorio
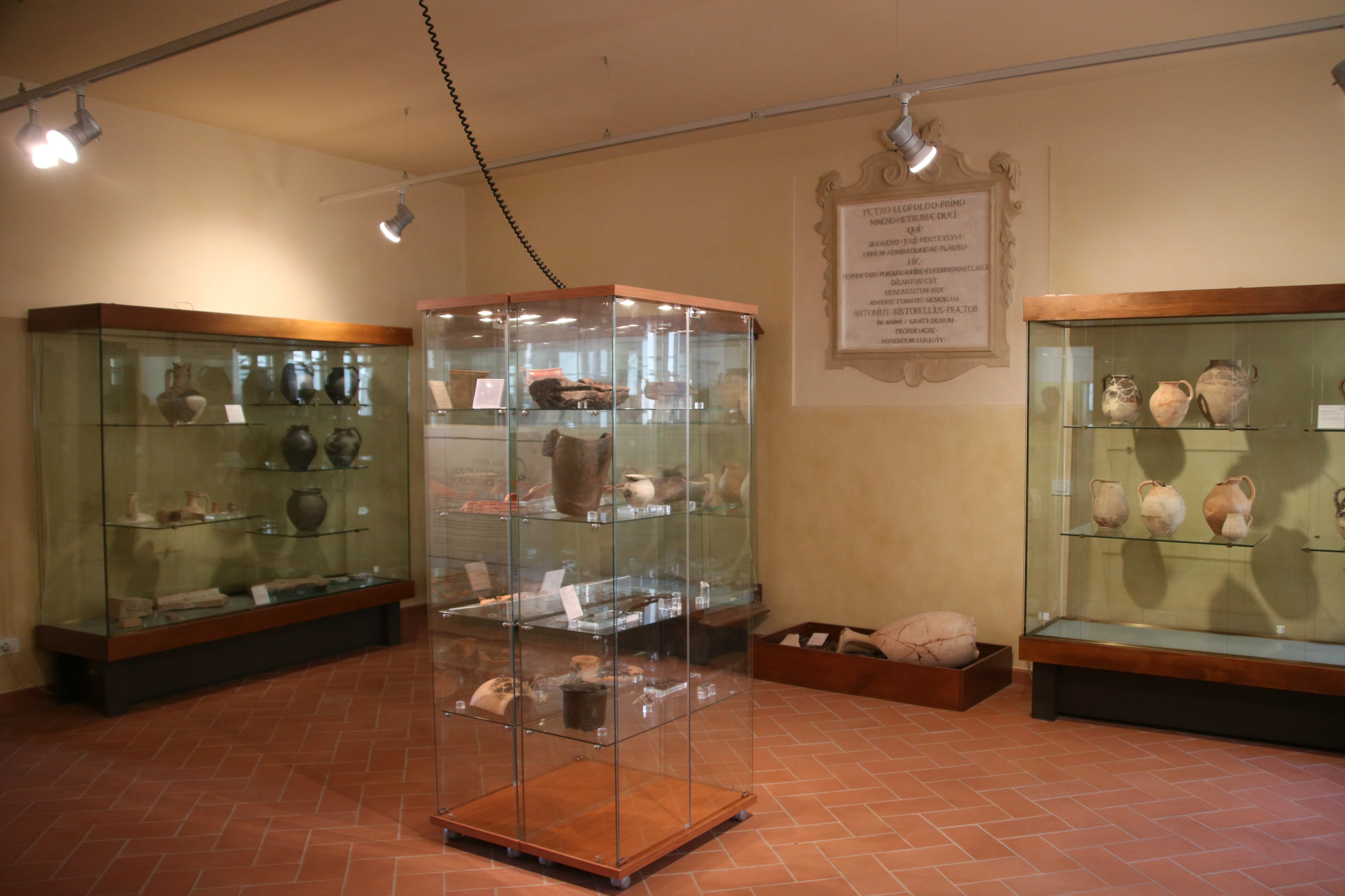
Museo Civico
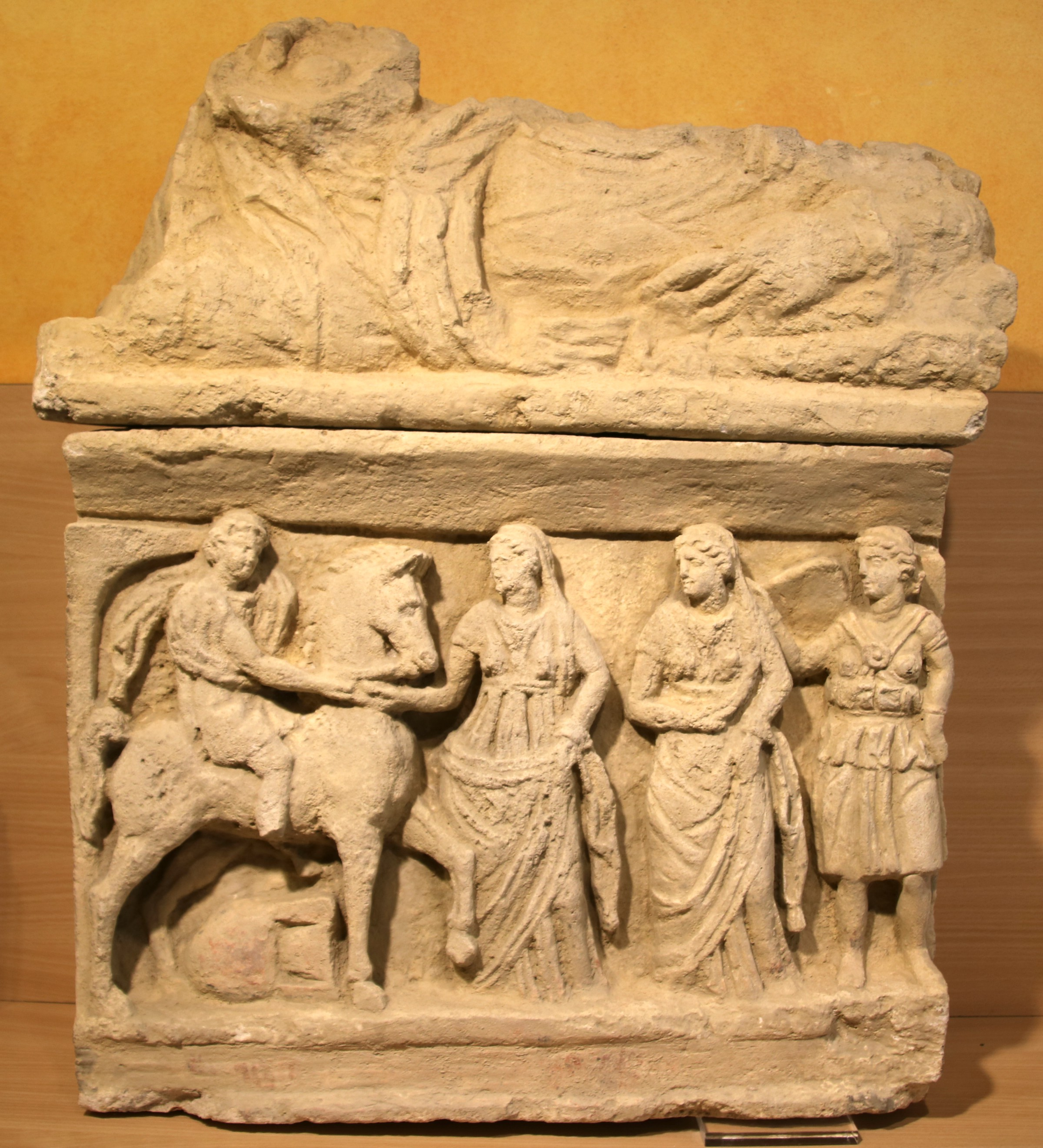
Exponat
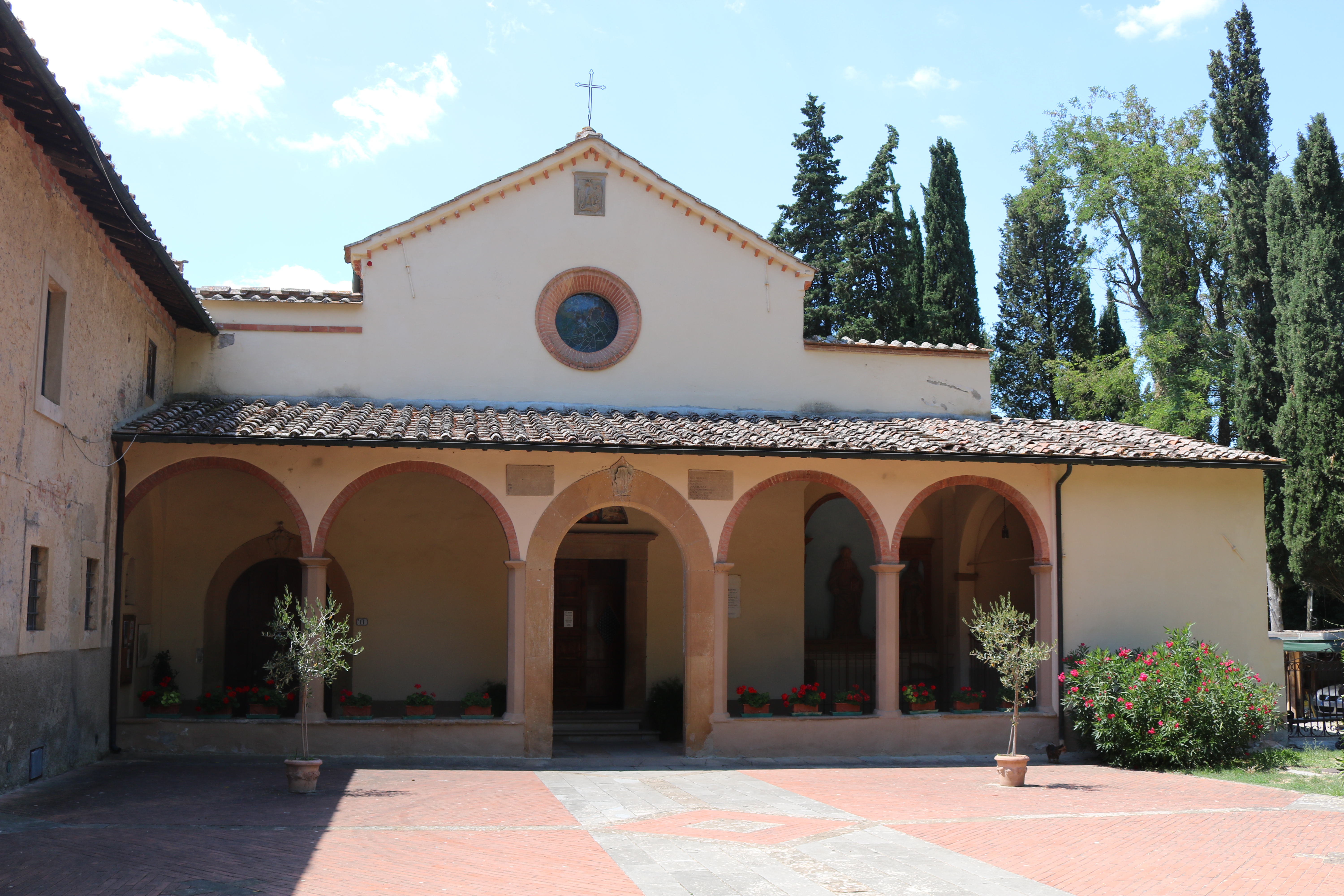
Chiesa di San Vivaldo
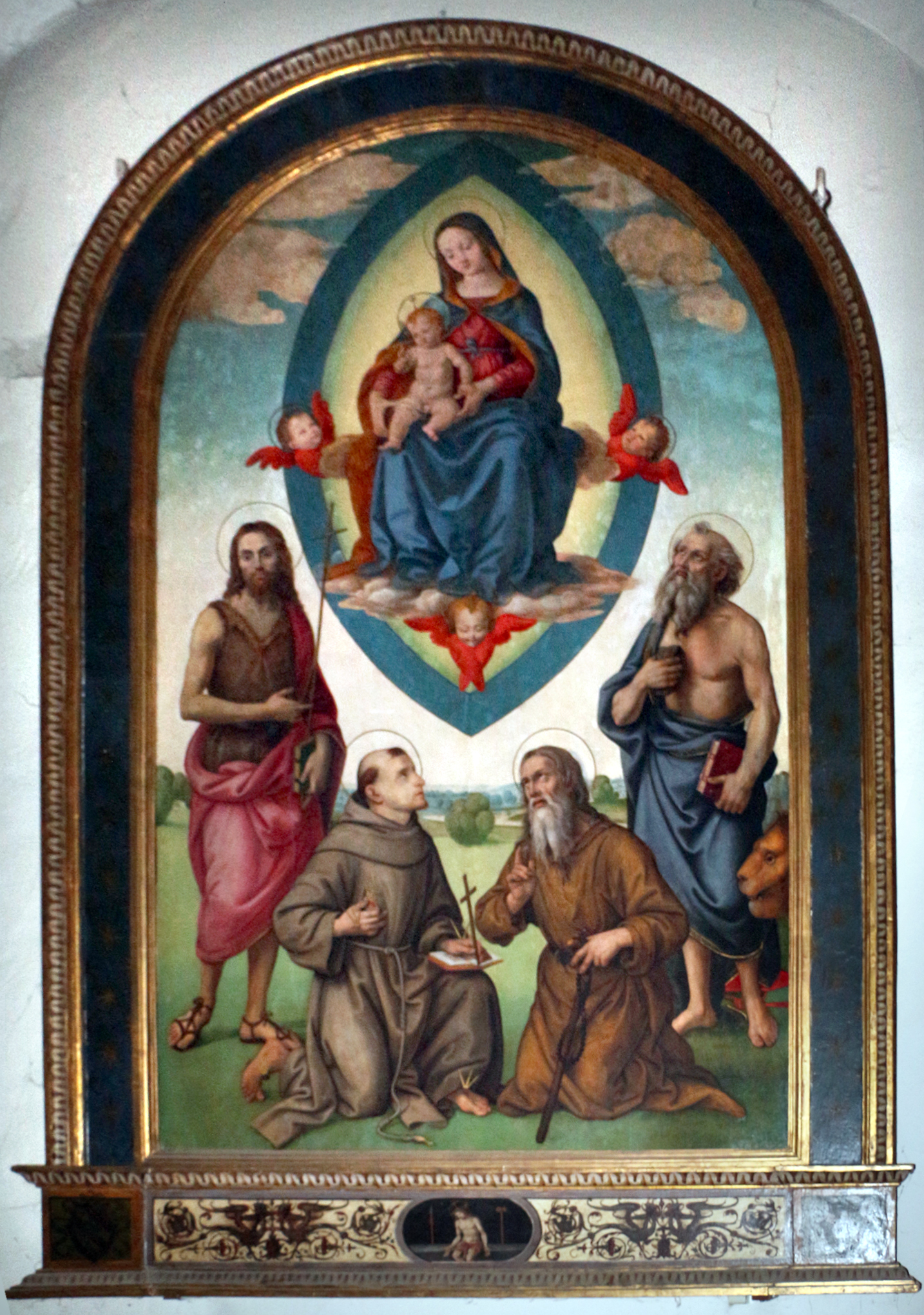
Madonna von Raffaellino del Garbo, 1516
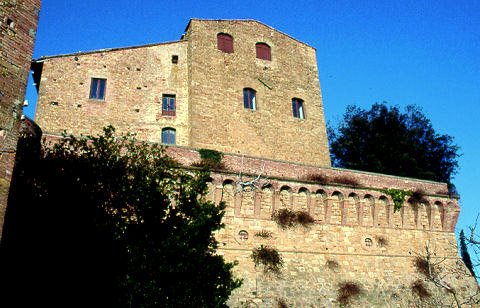
Castelfalfi
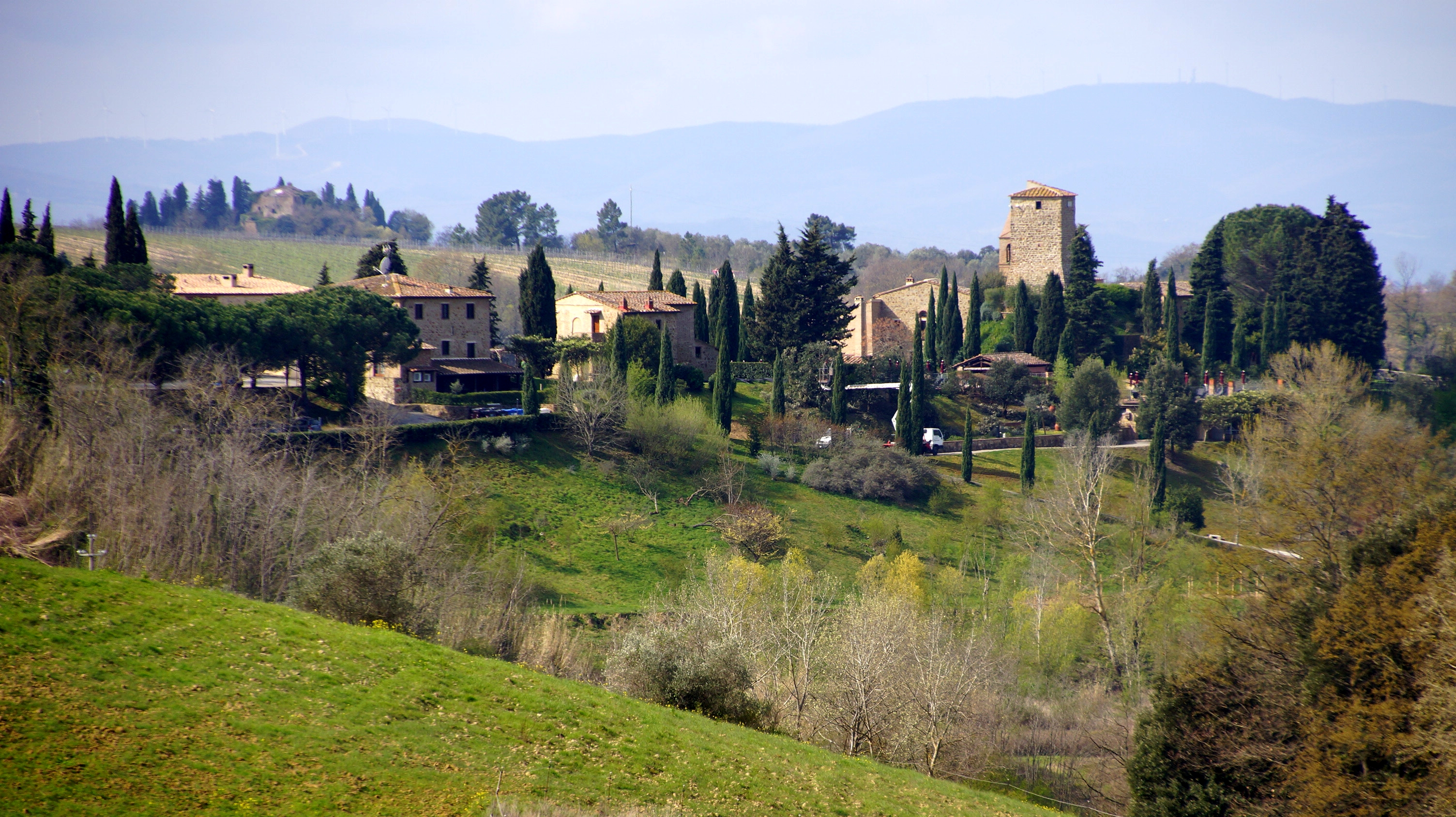
Tonda
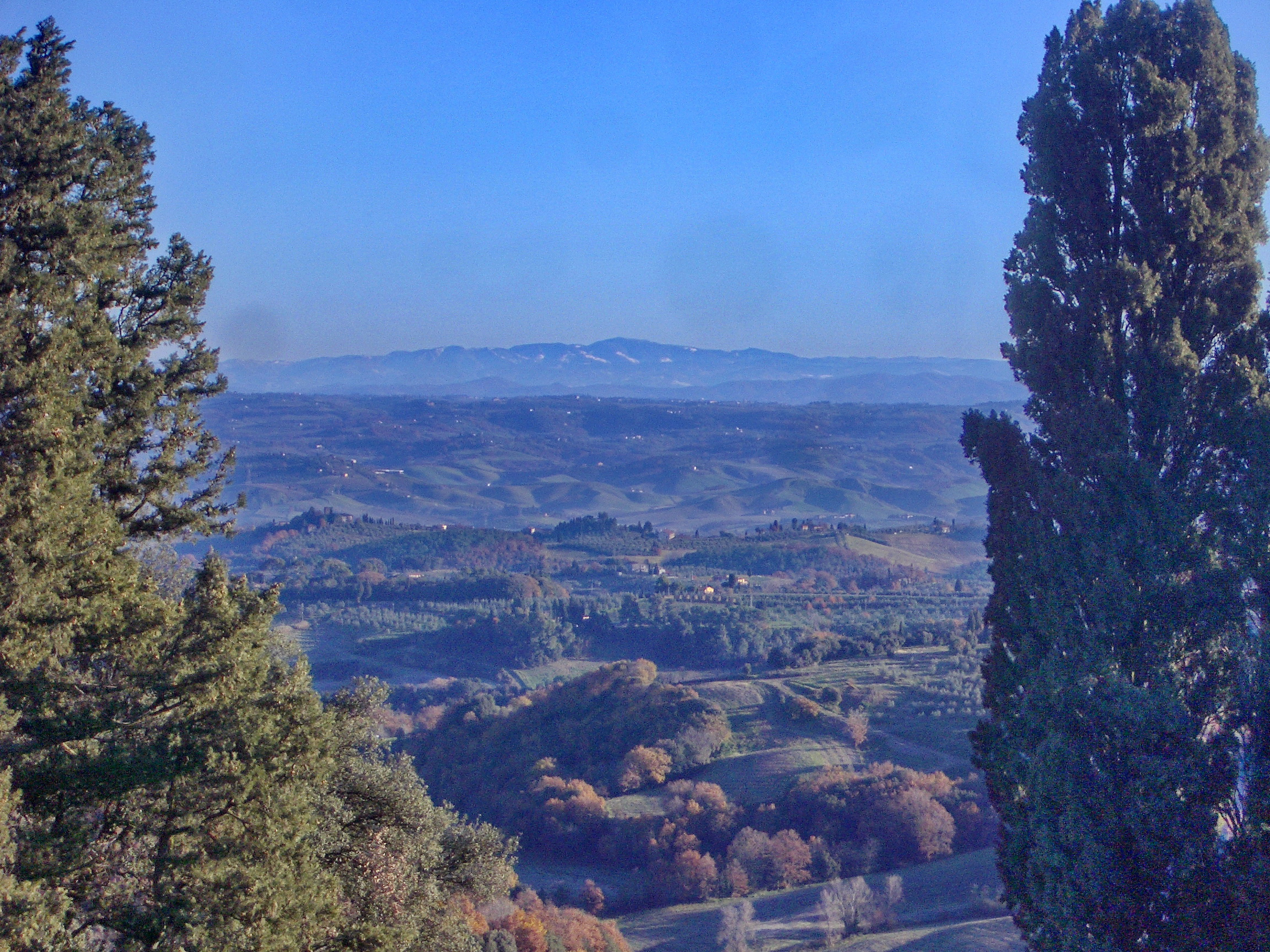
Landschaft bei Montaione

## Wirtschaft
Wie der Nachbarort Gambassi ist Montaione seit dem Mittelalter bis zu den heutigen Tagen für die Glasproduktion bekannt.

## Tourismus
Der Ortsteil Castelfalfi, ein mittelalterliches Dorf aus dem 8. Jahrhundert, wurde 2007 von der TUI AG aufgekauft. Unter dem Namen Tenuta di Castelfalfi entstand 2017 eine luxuriöse Hotelanlage unter Erhaltung der kompletten historischen Bausubstanz. Über die Umwandlung des Dorfes in ein Touristenresort wurde in Montaione danach kontrovers debattiert. 2020 und 2021 war der Tourismus durch die COVID-19-Pandemie beeinträchtigt.
2021 verkaufte TUI die Hotelanlage an einen Investor.
Im Jahr 2010 diente das Dorf als Kulisse für die erste Staffel der italienischen Fassung der Reality-Show Die Farm.

## Non-Profit-Organisationen
Mehrere Non-Profit-Organisationen sind im Gemeindegebiet von Montaione angesiedelt, die meisten davon mit regionalem Wirkungskreis. Die einzige Organisation mit nationaler und internationaler Bedeutung ist Italian Horse Protection Association (IHP), eine Organisation zur Rettung und Rehabilitation misshandelter Pferde.